# 少女☆歌劇 レヴュースタァライトのアニメエピソード一覧
少女☆歌劇 レヴュースタァライトのエピソード一覧は、2018年に放送されたテレビアニメ『少女☆歌劇 レヴュースタァライト』のエピソードの一覧である。本作は古川知宏が監督を務め、キネマシトラスが制作した。テレビシリーズで13話が放送され、未放送エピソード3話がブルーレイボックスに収録された。
『少女☆歌劇 レヴュースタァライト』は2018年7月13日から日本で放送された。TBSテレビ、CBCテレビ、BS-TBS、毎日放送、RKBで放送された。放送終了後、オーバーラップからブルーレイボックス全3巻が発売された。ブルーレイボックスの各巻には8分の未放送エピソードが収録された。

## エピソード一覧

### テレビシリーズ
| # | タイトル                               | 画コンテ                          | 演出                                | ED歌唱                           |
| --- | -------------------------------------- | --------------------------------- | ----------------------------------- | -------------------------------- |
| 第1話 | 舞台少女                               | 古川知宏                          | 古川知宏 飯野慎也 [ 1 ]             | -                                |
| あらすじ：歌劇の名門である聖翔音楽学園の99期生である愛城華恋はスタァを目指して日々レッスンに励む舞台少女である。ある日、華恋が所属する2年A組に彼女と共に「スタァライト」に憧れてスタァになることを誓い合った幼馴染である神楽ひかりが転入してくる。12年ぶりに再会したひかりを追いかけて学園の地下にある劇場に迷い込んだ華恋は、キリンが開催するオーディションを目撃する。「情熱のレヴュー」と名付けられた、ひかりと星見純那の対戦は当初は互角だったが次第に純那が優勢になる。華恋はこれに乱入して純那を倒し、オーディション1日目の勝者となる。 制作：脚本の樋口達人によると、舞台である聖翔音楽学園と「舞台少女」を説明するに留め、また、後半に「レヴュー」があることから前半は伏線は張りつつもスタンダードな展開にしたという。「レヴュー」シーンについて監督である古川知宏は、情報量の流れで一気に畳みかけるという狙いが思った通りにハマったとしている。 |                                        |                                   |                                     |                                  |
| 第2話 | 運命の舞台                             | 小島正幸 古川知宏 [ 1 ]           | 塚本あかね                          | -                                |
| あらすじ：飛び入り参加の華恋に敗れた純那は、勝負は無効だとして敗北を認めない。オーディション2日目、華恋は正式な参加者として純那と再び対峙する。純那は舞台装置を駆使して華恋に猛攻をかけるが、ひかりと共にスタァになるという華恋の意志が純那の情熱を上回り、華恋が再び勝利を収める。同時刻には天堂真矢と西條クロディーヌのレヴューが行われており、真矢の勝利で終わる。 制作：古川は、1話で負けた純那をフォローしつつ視聴者に1回負けても終わりではないことを提示し、華恋はあくまでイレギュラーの飛び入り参加であることを説明するためのエピソードであるとしている。純那のスタァを目指す姿勢と共に、彼女が対抗心を抱く相手である真矢とクロディーヌにスポットを当て、複数の感情のラインを並列的に描いたという。 |                                        |                                   |                                     |                                  |
| 第3話 | トップスタァ                           | 小出卓史                          | 山田卓 小出卓史 [ 6 ]               | 神楽ひかり                       |
| あらすじ：真矢に敗れたクロディーヌはショックで体調を崩すが、石動双葉に元気づけられて再起する。オーディション3日目、ひかりと共にスタァになるチャンスが訪れたと無邪気に喜ぶ華恋の前に主席である真矢が立ちはだかる。真矢はスタァへの希望を歌う華恋を否定して彼女の不覚悟を責め、圧倒的な力の前に華恋はなすすべもなく敗北する。 制作：樋口によると、この第3話までが起承転結の「起」であるという。また、古川は全12話を通してのゴージャスさのピークを持ってきたと語っている。 |                                        |                                   |                                     |                                  |
| 第4話 | 約束タワー                             | 小島正幸                          | 小島正幸                            | 愛城華恋 神楽ひかり [ 7 ]        |
| あらすじ：華恋が真矢に敗れた翌日、ひかりは寮を飛び出す。華恋はひかりが送ってくるヒントを頼りに東京をめぐる中で、ひかりとの時間の溝を少しずつ埋める。そして2人の約束の場所である東京タワーでひかりと再会し、2人でスタァになることを再び誓い合う。 制作：古川は、学校と寮の往復だと世界が狭くなるため「お出かけ回」が欲しかったと語っている。また、樋口によると、この回には様々な映画のオマージュが取り入れられたという。 |                                        |                                   |                                     |                                  |
| 第5話 | キラめきのありか                       | 久保田雄大                        | 三上喜子                            | 露崎まひる [ 7 ]                 |
| あらすじ：ひかりとの約束を再確認した華恋は翌日からは別人のようにレッスンに励み、その姿に同級生たちは刺激を受けるが、露崎まひるだけは彼女の変化を受け入れられずにいる。オーディション4日目、華恋はまひると対戦する。対戦のなかでまひるは舞台に立つことの楽しさを思い出す。華恋の勝利でオーディションが終了したのち、まひるは祖母から送られたDVDに映る過去の自分にキラめきを感じ、改めて舞台少女としての自覚を抱く。 制作：古川によると、華恋が別の舞台に乱入する演出は決まっていたが、その方法についてはかなり迷っていた。そこで、まひる役である岩田陽葵が野球好きであったため、野球盤を思わせる演出となったという。第5話について古川は「いい意味で雑で楽しい回」と、樋口は「ギャグ回」であると語っている。 |                                        |                                   |                                     |                                  |
| 第6話 | ふたりの花道                           | 佐伯昭志                          | 横内一樹                            | 石動双葉 花柳香子 [ 7 ]          |
| あらすじ：幼馴染である石動双葉と花柳香子は学園でも常に一緒にいる。しかし、オーディションへの参加によって2人の意識にも変化が生じる。クロディーヌとの練習に励む双葉が自分から離れていくように感じた香子は、彼女の気を引くために退学を宣言する。オーディション5日目、双葉と対戦した香子は、双葉の成長が自分のためであることを知り、双葉のキラめきに導かれるようにして彼女に勝利する。 制作：樋口によると、極力新しい要素を入れず「これまでのキャラクターの変化から起きた出来事」としてエピソードを作るよう心掛けたという。古川は、今回の「レヴュー」ではこれまでと違う見せ方として和風テイストを強くするとともに、鈴木清順が『関東無宿』や『東京流れ者』で用いたホリゾントを使った演出を取り入れた。 |                                        |                                   |                                     |                                  |
| 第7話 | 大場なな                               | 古川知宏                          | 塚本あかね                          | インストゥルメンタル             |
| あらすじ：大場ななは1年生の時に演じた第99回聖翔祭の「スタァライト」こそが最高の舞台であると信じている。それ以上の発展も変化も望まない彼女はオーディションに勝ち抜いてトップスタァとなり、「運命の舞台」に第99回聖翔祭の「スタァライト」を選択することで「再演」として同じ時間を繰り返している。しかし、今まではいなかったひかりの出現で自らの「再演」に変化が起こることを危惧し、彼女を自分の物語に取り込むべく画策する。 制作：樋口は起承転結の「転」の始まりだとしている。樋口によると、スタッフ一同はループものだとする意識はなく、あくまで大場ななという「再演」を続けている舞台少女を描くことを大切に考えていたという。古川は岡本喜八をイメージしてカッティングしたと述べている。 |                                        |                                   |                                     |                                  |
| 第8話 | ひかり、さす方へ                       | 光田史亮                          | 光田史亮                            | 愛城華恋                         |
| あらすじ：華恋と別れロンドンに渡ってもひかりは華恋との約束を胸に、留学先の王立演劇学院で夢を追い続けていた。しかし、ロンドンで開催されたキリンのオーディションに敗北したことでひかりはキラめきを失った。次のオーディションが日本で開催されることを知ったひかりは、華恋との約束を果たすため再び舞台に立つ。 制作：古川は、本作の主人公の一人でありながらも、あまり喋らないためどういうキャラクターかよく分からなかったひかりについてしっかりと描いたと語っている。 |                                        |                                   |                                     |                                  |
| 第9話 | 星祭りの夜に                           | 小島正幸                          | 山田卓                              | 星見純那 大場なな [ 17 ]         |
| あらすじ：新たに書きあげられた「スタァライト」の台本にななの心は沈む。頑なに再演を望むななと、よりよい未来を目指す華恋らとの心の溝は広がっていく。オーディション7日目、相反する思いを抱え華恋とななが対戦し、華恋が勝利を収める。これによってななの「再演」は断たれる。 制作：古川によると、華恋が順位を上げていることを描く必要があったため、華恋とななという対戦カードを設定したという。しかし、ななの抱えるわだかまりを解消できるのは純那しかいないと考えていた古川は対戦自体はすぐに終わらせ、ななと純那を丁寧に描いたと語っている。 |                                        |                                   |                                     |                                  |
| 第10話 | されど舞台はつづく The Show Must Go On | 小島正幸 黒田結花 古川知宏 [ 16 ] | 横内一樹 塚本あかね 小出卓史 [ 16 ] | 天堂真矢 西條クロディーヌ [ 17 ] |
| あらすじ：オーディション最終日、勝ち残った華恋とひかり、真矢とクロディーヌのタッグマッチによる「レヴュー・デュエット」が行われる。華恋・ひかりペアはそれぞれ主席と次席である真矢・クロディーヌのペアに苦戦を強いられるが、2人で1つのキラめきを見せて勝利を収める。2人でオーディション合格かと思われるも、キリンは最終オーディションとして2人に一騎打ちを告げる。ひかりは華恋のキラめきを守るため、不意を突いて彼女の上掛けを落とし、オーディションの勝者となる。 制作：古川は、第10話の「レヴュー」はあまり本作らしいものではなかったと反省していると語っている。 |                                        |                                   |                                     |                                  |
| 第11話 | わたしたちは                           | 佐伯昭志                          | 三上喜子 鈴木龍太郎 [ 16 ]          | 愛城華恋 神楽ひかり [ 17 ]       |
| あらすじ：オーディションの終了と共にひかりは失踪した。華恋は必至でひかりを探し、また、他の7人の舞台少女らも喪失感を抱くが、聖翔祭の本番は近づいてくる。そんな中、華恋は「スタァライト」のなかにひかりが消えた真実が隠されていることに気づき、ふたたび学園地下のオーディション会場に向かう。 制作：古川は、舞台少女とは何か、オーディションで敗れると何を失うのかということを再確認する回であると述べている。脚本の樋口は、全12話の中で最も難しかったかもしれないと述べている。 |                                        |                                   |                                     |                                  |
| 第12話 | レヴュースタァライト                   | 古川知宏 小出卓史 [ 16 ]          | 古川知宏 小出卓史 [ 16 ]            | -                                |
| あらすじ：ひかりは、華恋をはじめとする舞台少女らを守るため、地下劇場の塔に囚われ、永遠に繰り返されるひとり芝居を演じていた。ひかりは一度は華恋を突き放すも、華恋は諦めず、ひかりとの一騎打ちに勝利することで彼女を取り戻す。第100回聖翔祭で2人は主人公であるクレールとフローラを演じ、物語は幕を閉じる。 制作：樋口は、華恋とひかりの運命の舞台について古川と話し合ってたどり着いたものであるとしている。また、この回で描かれているひかりの「永遠に繰り返されるひとり芝居」は脚本執筆より前に古川から渡された「茫洋たる砂漠に蹲るひかり」というイメージボードがもとになっているという。 |                                        |                                   |                                     |                                  |

### OVA
ブルーレイボックス全3巻の各巻には1話8分のオリジナルエピソードが収録された。
| # | タイトル    | 画コンテ | 演出     | 収録          |
| --- | ----------- | -------- | -------- | ------------- |
| 未放送EP1 | 99.419 採寸 | 橋本裕之 | 橋本裕之 | BDボックス1巻 |
| 第100回聖翔祭の衣装を制作するため、登場人物たちが採寸を行う。一方、華恋は校庭でバットの素振りをしている。                                                                                               |             |          |          |               |
| 未放送EP2 | 99.419 討論 | 橋本裕之 | 橋本裕之 | BDボックス2巻 |
| 『スタァライト』の解釈について、ひかりと真矢が学校にある階段の踊り場で討論を交わす。華恋は校庭でバットの素振りを続ける。                                                                                |             |          |          |               |
| 未放送EP3 | 99.419 開演 | 橋本裕之 | 橋本裕之 | BDボックス3巻 |
| 第100回聖翔祭での『スタァライト』の開幕直前、ひかりは緊張していた。華恋はバッティングセンターの景品として、ひかりが好きな「ミスターホワイト」を獲得し、ひかりの緊張を解す。『スタァライト』が開幕する。 |             |          |          |               |

## ブルーレイボックス
本作のBlu-rayはオーバーラップより2018年10月から2019年2月にかけて全3巻が発売された。日本国外では、アメリカ合衆国のセンタイ・フィルムワークスが2020年4月7日にブルーレイを、7月28日にプレミアムブルーレイセットを発売した。
| 巻 | 巻   | 収録エピソード                                     | オーディオコメンタリー              | 発売日         | 出典   |
| -- | ---- | -------------------------------------------------- | ----------------------------------- | -------------- | ------ |
|    | 1    | 1-4                                                | 第1話：小山百代、富田麻帆、佐藤日向 | 2018年10月24日 | [ 24 ] |
| 2  | 5-8  | 第5話：小山百代、岩田陽葵、小泉萌香、生田輝        | 2018年12月26日                      | [ 25 ]         |        |
| 3  | 9-12 | 第10話：小山百代、三森すずこ、相羽あいな、伊藤彩沙 | 2019年2月27日                       | [ 26 ]         |        |